# سیارک ۱۸۰۲۱
سیارک ۱۸۰۲۱ (به انگلیسی: 18021 Waldman، نامگذاری:1999JH127) هجده هزار و بیست و یکمین سیارک کشف شده‌است که در ۱۳ مه ۱۹۹۹ کشف شد.
قدر مطلق سیارک برابر ۱۵.۵ است.